# Puerto Rico Islanders
Die Puerto Rico Islanders (offiziell Puerto Rico Islanders FC) waren ein puerto-ricanisches Fußball-Franchise der North American Soccer League (NASL) aus Bayamón, Puerto Rico. Das Franchise wurde 2003 gegründet und nahm 2004 den Spielbetrieb auf. 2013 stellte das Franchise den Spielbetrieb ein.
Die Islanders trugen ihre Heimspiele im Estadio Juan Ramón Loubriel in Bayamon aus. Der Kader setzte sich neben einigen einheimischen und US-amerikanischen Spielern überwiegend aus mittel- und südamerikanischen Spielern zusammen. Zu den Erzrivalen der Islanders gehörten die Charleston Battery und die Carolina RailHawks.

## Geschichte
Bereits 1995 gab es eine Mannschaft unter dem Namen Puerto Rico Islanders. Diese spielten in der damaligen United States International Soccer League und wurden von dem puerto-ricanischen Geschäftsmann Joe Serralta gegründet. Nach sieben Spielen entschied Serralta, das Franchise nach Houston zu verlagern. So änderte sich der Name am 1. Juni 1995 in Houston Force. Nach einem Rechtsstreit mit der Puerto Rican Football Federation, wurde der Spielbetrieb von Force nach einem Spiel eingestellt.
Das Franchise wurde Ende 2003 gegründet. Nach zwei durchschnittlichen Spielzeiten qualifizierte sich die Mannschaft 2006 erstmals für die Playoffs. Gegen die Charleston Battery kam im Viertelfinale das Aus. In der gleichen Saison gewann der Verein den puerto-ricanischen Pokalwettbewerb. Dadurch qualifizierten sich die Islanders für die CFU Club Championship, dem karibischen Vereinspokalwettbewerb. Nach einem 3:1-Sieg gegen den Hoppers FC (Antigua und Barbuda) folgte eine 0:1-Niederlage gegen W Connection (Trinidad und Tobago).
Die Islanders sind Teilnehmer der Erstauflage der CONCACAF Champions League, für die sie sich als Drittplatzierter bei der CFU Club Championship 2007 qualifiziert haben. Das Turnier wurde 2008/2009 ausgetragen. Die Mannschaft scheiterte im Halbfinale an CD Cruz Azul im Elfmeterschießen im Rückspiel.
In der Saison 2008 erreichten die Islanders das Play-offs-Finale und gewannen die Regular Season in der USL First Division.
2009 erreichte das Franchise das Finale der CFU Club Championship, somit qualifizierte sich die Mannschaft für die CONCACAF Champions League 2009/10. In der Preliminary Round, der Qualifikationsrunde für das Turnier, siegte die Mannschaft gegen den MLS Verein Toronto FC, die zuvor die Canadian Championship 2009 gewinnen konnten. In der Hauptrunde des Turniers konnten die Islanders keinen Sieg verbuchen und schieden aus.
In der USL First Division 2009 erreichten die Puerto Rico Islanders, nach einem dritten Platz in der Regular Season, das Halbfinale der Play-offs. Dort unterlag man Montreal Impact mit zwei Niederlagen.
Durch den Gewinn der CFU Club Championship 2010 qualifizierte sich Puerto Rico für die CONCACAF Champions League 2010/11. Die Mannschaft trifft in der Preliminary Round auf Los Angeles Galaxy.
In der Saison 2010 spielen die Islanders in der USL Conference der USSF D2 Pro League. In der Regular season erreichte der Verein den dritten Platz. In den anschließenden Play-offs schaffte es die Islanders bis ins Finale. Dort siegten sie im ersten Spiel mit 2:0 gegen die Carolina RailHawks.
Im Dezember 2012 gab das Franchise bekannt, dass man sich für ein halbes Jahr aus dem Wettbewerb zurückziehen werde und eine Pause einlegt. Dies wurde durch die Änderung des Spielbetriebs der NASL begünstigt, da ab 2013 in einem Jahr zwei eigenständige halbjährige Wettbewerbe ausgetragen werden. Es war geplant, dass der Verein im August 2013 wieder zur Fall Season 2013 in die NASL zurückkehren. Im Februar 2013 wurde bekanntgegeben, dass die Islanders auch die Fall Season 2013 pausieren und erst 2014 wieder am Spielbetrieb teilnehmen werden. Das Franchise kehrte jedoch nach einer weiteren Verlängerung der Pause nie mehr zum Spielbetrieb zurück.

## Stadion
Die Puerto Rico Islanders trugen ihre Heimspiele im Estadio Juan Ramón Loubriel in Bayamón aus, welches 10 Minuten von der Hauptstadt San Juan entfernt ist. Das „JRL“, wie es auch genannt wird, war ursprünglich ein für den Abriss vorgesehenes Baseballstadion. 2003 wurde es in ein Fußballstadion umgebaut und beheimatet neben den Islanders die Fußballnationalmannschaft von Puerto Rico und den Bayamón FC, der in der Puerto Rico Soccer League spielt.

## Fans
Die größte Fangruppierung firmierte unter dem Namen „Hinchas Isleños Autoconvocados de Puerto Rico, Batallon S-10“ (kurz: Batallon S-10). Die Gruppe war eine der lautesten und energischsten Fanclubs der Liga. Die Mitglieder kamen hauptsächlich aus Puerto Rico, allerdings gab es auch loyale Fans in Kalifornien und Spanien. Weitere Fangruppierungen waren die Orange Star Ultras und die La Rabia Naranja.
Der größte Rivale des Franchise war Charleston Battery. Dieser Umstand geht auf die erste Saison der Islanders in der USL First Division zurück. Charleston war der erste Verein, der die Islanders besiegt hat.

## Erfolge

### National
- USSF D2 Pro League
  - Sieger: 2010
- Commissioner’s Cup
  - Sieger: 2008

### International
- CFU Club Championship
  - Sieger: 2010

## Statistiken

### Saisonbilanz
| Saison | Stufe                  | Liga                                | Regular Season         | Play-offs              | CFU Club Championship  | CONCACAF Champions League |
| ------ | ---------------------- | ----------------------------------- | ---------------------- | ---------------------- | ---------------------- | ------------------------- |
| 2004   | 2                      | A-League                            | 9. Platz (Ost)         | nicht qualifiziert     | nicht qualifiziert     | nicht qualifiziert        |
| 2005   | 2                      | USL First Division                  | 7. Platz               | nicht qualifiziert     | nicht qualifiziert     | nicht qualifiziert        |
| 2006   | 2                      | USL First Division                  | 6. Platz               | Viertelfinale          | Gruppenphase           | nicht qualifiziert        |
| 2007   | 2                      | USL First Division                  | 6. Platz               | Halbfinale             | 3. Platz               | nicht qualifiziert        |
| 2008   | 2                      | USL First Division                  | 1. Platz               | Finale                 | nicht ausgetragen      | nicht qualifiziert        |
| 2009   | 2                      | USL First Division                  | 3. Platz               | Halbfinale             | Finale                 | Halbfinale                |
| 2010   | 2                      | USSF Division 2 Professional League | 5. Platz (USL)         | Meister                | Meister                | Gruppenphase              |
| 2011   | 2                      | North American Soccer League        | 2. Platz               | Halbfinale             | Meister                | Gruppenphase              |
| 2012   | 2                      | North American Soccer League        | 4. Platz               | Halbfinale             | 3. Platz               | Qualifikationsrunde       |
| 2013   | Pause vom Spielbetrieb | Pause vom Spielbetrieb              | Pause vom Spielbetrieb | Pause vom Spielbetrieb | Pause vom Spielbetrieb | Pause vom Spielbetrieb    |

1. ↑  Seit 2008 beginnt der Wettbewerb jeweils im Herbst des vorherigen Jahres. Vorher unter dem Namen CONCACAF Champions' Cup.